# ادگار شریک
ادگار شریک (به انگلیسی: Edgar Scherick) (زاده ۱۶ اکتبر ۱۹۲۴ - درگذشته ۲ دسامبر ۲۰۰۲) تهیه‌کننده فیلم و تهیه‌کننده تلویزیونی اهل ایالات متحده آمریکا بود.

## فیلم‌شناسی
- For Love of Ivy (۱۹۶۸) – به‌همراه سیدنی پوآتیه
- جشن تولد (۱۹۶۸) - به‌همراه رابرت شاو
- پول را بردار و فرار کن (۱۹۶۹) – به‌همراه وودی آلن
- Jenny (۱۹۷۰) - به‌همراه مارلو توماس و آلن آلدا
- What Became of Jack and Jill? (۱۹۷۱)
- کارآگاه (۱۹۷۲) – به‌همراه لارنس الیویه و مایکل کین
- کودک دل‌شکسته (۱۹۷۲) – به‌همراه چارلز گرودین و سیبل شفرد
- Law and Disorder (۱۹۷۴)
- گرفتن پلهام یک دو سه (۱۹۷۴) – به‌همراه والتر ماتائو و رابرت شاو
- The Stepford Wives (۱۹۷۵) – به‌همراه کاترین راس و پائولا پرنتیس
- Raid on Entebbe (۱۹۷۷) – چارلز برانسون
- Shoot the Moon (۱۹۸۲) – به‌همراه آلبرت فینی و داین کیتن
- Reckless (۱۹۸۴) - به‌همراه آیدان کوئین و داریل هانا
- خانم سافل (۱۹۸۴) - به‌همراه مل گیبسون و داین کیتن
- همیشه‌سبز (۱۹۸۵)
- بر بال عقاب‌ها (۱۹۸۶) – برت لنکستر
- The Kennedys of Massachusetts (۱۹۹۰)
- شبح اپرا (۱۹۹۰)
- رز پریشان (۱۹۹۱) – به‌همراه لورا درن و رابرت دووال
- Tyson (۱۹۹۵) – جرج سی. اسکات
- The Good Old Boys (۱۹۹۵) - تامی لی جونز
- The Siege at Ruby Ridge (۱۹۹۶)
- راهی به‌سوی جنگ (۲۰۰۲)